# Метт Сорум
Метт Сорум (англ. Matt Sorum, нар. 19 листопада 1960, Лонг-Біч) — американський музикант, барабанщик рок-гуртів The Cult, Guns N' Roses, Velvet Revolver.

## Життєпис
Метт Сорум народився в Лонг-Біч, Каліфорнія. Його мати була вчителькою, а батько — хіпі. Батьки розвелися, коли Метт був в дитячому садку. Разом із двома старшими братами він час від часу подорожував з батьком. Захоплення музикою розпочалося в Метта після перегляду виступу The Beatles на Шоу Еда Саллівана. Йому запам'ятався Рінго Старр, і Метт став мріяти про те, щоб стати музикантом. Слідом за The Beatles Метт вподобав творчість Джимі Гендрікса, Cream та The Doors. В школі він грав у гурті Prophecy і навіть виступав в голлівудському клубі The Starwood під час аматорських концертів. В юнацькі роки Метт Сорум грав як сесійний барабанщик у великій кількості гуртів. Серед них — колектив Торі Еймос Y Kant Tori Read, Шон Кессіді, Белінда Карлайл, Соломон Берк, та Джефф Періс. Він також проходив прослуховування в гурт Девіда Лі Рота, але не зміг отримати місце.
В 1988 році Сорум вдало пройшов прослуховування в The Cult та став частиною колективу. Він грав в ньому декілька років і виступав на одній сцені з такими рок-зірками, як Metallica та Aerosmith. Влітку 1990 року його помітив Слеш та запросив до Guns N' Roses. В цьому відомому рок-гурті він провів сім років — з 1990 по 1997 рік — і брав участь в масштабних концертних турне, а також в записі трьох класичних альбомі Use Your Illusion I, Use Your Illusion II та The Spaghetti Incident? Зірковий образ життя дався взнаки, і Метт почав зловживати алкоголем та наркотиками.
Після виходу з Guns N' Roses Метт Сорум на деякий час повернувся до The Cult. У 2003 році він видав перший власний альбом Hollywood Zen, на якому грав на гітарі та барабанах, та співав пісні про «темні сторони» зіркового життя. Він також возз'єднався зі Слешем та Даффом Маккаганом з Guns N' Roses, і утворив новий супергурт Velvet Revolver з вокалістом Stone Temple Pilots Скоттом Вейландом. З 2003 по 2008 роки гурт записав два успішних альбоми, а також отримав премію «Греммі», яку Сорум вважав своїм найбільшим досягненням. Гурт розпався після того, як його залишив Скотт Вейланд.
Протягом наступних років Метт Сорум грав в кавер-гуртах, на кшталт Camp Freddy, де окрім Дейва Наварро час від часу співали Оззі Осборн, Корі Тейлор, Джульєтт Льюїс та Честер Беннінгтон. Пізніше він брав участь у схожих проєктах Circus Diablo, Kings of Chaos та Hollywood Vampires. У 2014 році він також видав другий сольний альбом Stratosphere.
Метт Сорум займався продюсуванням музичних записів інших виконавців. Ще наприкінці дев'яностих він став продюсером синглу «Angry Johnny» для співачки Poe. Після цього Сорум заснував компанію Orange Curtains, де записував музику для фільмів, а також платівки Candlebox, репера Сен Дога, Літтл Мілтона та Ронні Спектор. Пізніше він співпрацював з Шері Каррі, Біллі Гіббонсом с ZZ Top та іншими відомими музикантами.
Окрім музичної кар'єри Метт Сорум займався підприємництвом, заснував декілька стартапів, пов'язаних з блокчейном, продажем вінілових платівок та випуском власного пива. У 2021 році він випустив автобіографію «Double Talkin’ Jive: True Rock ‘n’ Roll Stories».
Метт Сорум одружений. Його дружина — дизайнер та музикант Ейс Харпер. У 2021 році у пари народилась донька.